# کوئتلوک (آلاسکا)
کوئتلوک (به انگلیسی: Kwethluk) شهری در ناحیه سرشماری بتل ایالت آلاسکا است که جمعیت آن در سرشماری سال ۲۰۰۰ میلادی ۷۱۳ نفر بوده‌است.